# Marc Waelkens
Pour les articles homonymes, voir Waelkens.
Marc, Chevalier Waelkens (12 avril 1948 – 21 février 2021) est un professeur d'archéologie de la Katholieke Universiteit Leuven (KULeuven), en Belgique. Il dirige les fouilles de la cité pisidienne de Sagalassos, en Turquie, connues sous le nom de Sagalassos Archeological Research Project.   

## Carrière
Il fut promu licencié en histoire à l'Université de Gand, où il reçut le Prix Schaepdryvers pour le meilleur mémoire. En 1976, il obtint un doctorat en histoire, à l'Université de Gand également.
Ses recherches l'emmenèrent à Bonn, Berlin, Washington D.C. et Princeton, avant qu'il ne vienne enseigner à la KULeuven, où il fut promu professeur ordinaire en 1986. Il devint également président du département d'archéologie, d'histoire de l'art et de musicologie de cette même université. Il accéda à l'éméritat le 1 octobre 2013.
Durant sa carrière, il mena des fouilles en Grèce, en Syrie, en Italie, et surtout en Turquie, à Sagalassos. 
En outre, il fut également : 
- professeur invité à la Faculté d'architecture de l'Université de Turin (1989)
- membre de l'Académie Royale de Belgique
- cofondateur et vice-président d'ASMOSIA (Association for the Study of Marble and Other Stones used in Antiquity)
- membre du groupe directeur du projet européen EPOCH

## Distinctions
- Prix Solvay pour les sciences humaines (2000)
- Grand Prix du Mérite de la Turquie (2001)
- Citoyen d'honneur de la ville de Waregem (7 mars 2006)
- Concession de noblesse personnelle et du titre personnel de chevalier, accordée par le roi Albert II[1].

## Sagalassos
C'est en 1986 qu'une prospection extensive fut entreprise sur les flancs des collines autour d'Ağlasun, à l'endroit où se situait l'ancienne cité de Sagalassos. Dès 1990 des fouilles systématiques débutèrent, connues sous le nom de Sagalassos Archeological Research Project. Le professeur Waelkens et son équipe acquirent par ces travaux une renommée internationale. L'ampleur de l'entreprise sur un territoire de 1 800 kilomètres carrés, la longue durée de l'entreprise, l'approche multidisciplinaire et la mise à contribution de moyens de recherche et de restauration modernes ont donné à ces travaux un aspect tout à fait particulier. Les équipes de fouilles comprennent également des représentants de différentes disciplines : archéologie, cartographie, géologie, géomorphologie, archéozoologie, anthropologie, paléobotanique, palynologie, ethnologie et architecture.
Les recherches archéologiques de l'ancienne ville de Sagalassos en Turquie représentent sans nul doute pour le professeur Waelkens l'œuvre de toute une vie. Le site de Sagalassos est ainsi relativement bien conservé sous une couche de plusieurs mètres de sédiments, tandis que sa situation géographique isolée lui a permis d'échapper aux pillages au cours des siècles. 
Lors de la campagne de fouilles de 2007, les fragments d'une colossale statue de l'empereur Hadrien ont été découverts, notamment une tête d'environ 80 cm. Ces fragments étaient visibles au British Museum à l'été 2008, lors de l'exposition Hadrian, Empire and Conflict. Ils sont aujourd'hui conservés au musée archéologique de Burdur (Turquie).